# Брукенталь
Брукента́ль (нім. Bruckenthal) — німецька сільськогосподарська колонія, котра заснована під час колонізаційної програми Йосифинської колонізації, існувала поблизу села Хлівчани. Поселення було засноване у 1786 році. 
7 (20) листопада 1917 року, відповідно до Третього Універсалу Української Центральної Ради, увійшло до складу Української Народної Республіки. 
1 серпня 1934 року в Равському повіті Львівського воєводства було створено гміну Брукенталь з центром в с. Брукенталь. У склад гміни входили сільські громади: Брукенталь, Хлівчани, Хоронів, Піддовге, Домашів, Карів, Остобіж,  Салаші, Тяглів, Воронів.
25 листопада 1938 року розпорядженням міністра внутрішніх справ Польщі Брукенталь перейменовано на Белінув.
На 1 січня 1939 року в селі Брукенталь мешкало 390 осіб (з них 15 українців, 15 поляків, 10 євреїв та 350 німців). У 1940 році німців виселили до Ватерґав за програмою «Додому в Рейх».
23 березня 1944 року колонію атакували партизани УПА и вбили загалом близько 200 фольскдойчерів та поляків. 
Найвідоміша людина з корінням з Брукенталь (Bruckenthal) є колишній прем'єр провінції Манітоба та Генерал-губернатор Канади Едвард Шраєр. Батьки його матері були з Брукенталя.
Після другої світової війни Брукенталь припинив існування.

## Біженці
З початку 1910-х років регіональні заворушення призвели до того, що багато мешканців виїхали до Німеччини та Америки, часто на верхній американський Середній Захід, приєднавшись до інших німців з Росії у "Німецькому трикутнику" центральних Дакот. Іншим не так пощастило, і вони стали біженцями під час Другої світової війни. Згодом між родичами по західний і східний бік залізної завіси пересилалися листи і гроші, але до 1970-х років спілкування припинилося, можливо, через російську інтеграцію культурних німців.